# Veselko (priimek)
Veselko je priimek več znanih Slovencev:
- April Veselko, plesalka, performerka, koreografinja
- Borut Veselko (*1959), igralec (zdravnik)
- Franjo Veselko (1905—1977), šolnik in zgodovinar
- Gregor Veselko, menedžer
- Katarina Veselko, psihologinja
- Maks Veselko star. (1900—1968), prevajalec
- Maks Veselko ml. (1926—2021), knjižničar in prevajalec
- Maša Derganc Veselko (*1976), igralka
- Matjaž Veselko, zdravnik travmatolog, prof. MF
- Meta Veselko (r. Brichta) (1927—2020), učiteljica klavirja, muzikologinja
- Robert Veselko, arhitekt
- Vlasta Veselko, plesalka in učiteljica tanga (mdr. živela v Buenos Airesu)